# Phylolestes ethelae
Phylolestes ethelae é uma espécie de libelinha da família Synlestidae.
Pode ser encontrada nos seguintes países: República Dominicana e Haiti.
Os seus habitats naturais são: regiões subtropicais ou tropicais húmidas de alta altitude e rios.
Está ameaçada por perda de habitat.